# Kővári Károly (edző)
Kővári Károly (Bécs, 1912. június 21. – Budapest, 1978. április 20.) síelő, vitorlázó, mesteredző.

## Családi háttér
Eredeti neve: Käfferstein Károly. Felesége, Kőváriné Szendrődi Ildikó síelő, lánya Kővári Enikő síelő, szörföző.

## Sportolói tevékenység
1932–1935 között a Budapesti (Budai) Torna Egylet (BBTE), 1936–1948 között a BSZKRT, 1949–1952 között a Budapesti Előre síelője, vitorlázója volt. Síelésben 1936-ban a garmisch-partenkircheni, 1948-ban a St. Moritz-i téli olimpia résztvevője volt. 1933-ban a világbajnokságon 9. helyezett magyar sífutóváltó tagja volt. 1934–1947 között 7-szeres magyar bajnok volt. 1933–1950 között 10-szeres csapatbajnok volt. 1936–1948 között a magyar alpesi és északi síválogatott tagja volt.

## Sportvezetői tevékenység
1942-től a magyar északi síválogatott szövetségi kapitánya, 1952-től a Budapesti Előre, illetve 1969-től a BKV Előre sí- és vitorlás-szakosztályának edzője, mindkét sportágban mesteredző.

## Emléke
A Farkasréti temetőben nyugszik. Sírfelirata: „Ég veled tó… és sok barát… Tavon vitorlás, ég veled büszkeségem! Ég veled hegy! Fehér út! Eltünök máris!” (Max Jacob: Búcsúzó vers. Radnóti Miklós fordítása.)
1979 óta évente megrendezik a Balatonon a Kővári Károly vitorlás emlékversenyt.

## Publikáció
Sí ABC (Kőváriné Szendrődi Ildikóval, Sport, Budapest, 1965, 1969, 1974).